# ستیغ پایانی
سِتیغِ پایانی (crista terminalis) نشان‌دهنده پیوندگاه بین سینوس سیاهرگی و قلب در جنین در حال رشد است. در رشد قلب انسان، شاخ سمت راست و بخش عرضی سینوس سیاهرگی در نهایت با دهلیز راست بزرگ‌سالان ترکیب می‌شود و بخشی از دهلیز راست بزرگ‌سالان را تشکیل می‌دهد، و در آنجا به عنوان سینوس سیاهرگی شناخته می‌شود. 
خط اتصال بین دهلیز راست و زائده دهلیز راست در قسمت داخلی دهلیز به شکل یک تاج عمودی وجود دارد که با عنوان ستیغ پایانی یا ستیغ پایانی هیس (His) شناخته می‌شود. ستیغ پایانی به‌طور کلی یک سطح صاف و بخش ضخیم ماهیچه قلب به شکل هلالی در دهانه زائده دهلیز راست است. در رویهٔ بیرونی دهلیز راست، متناظر با ستیغ پایانی شیاری به نام شیار پایانی وجود دارد. ستیغ پایانی خاستگاه ماهیچه‌های شانه‌ای را فراهم می‌کند.